# Austrian Football League 2016
La Austrian Football League 2016 è stata la 32ª edizione del campionato di football americano di primo livello, organizzato dalla AFBÖ.

## Squadre partecipanti
| Club                  | Città     | Stadio | Sponsor ufficiale | Risultato nella stagione 2015 |
| --------------------- | --------- | ------ | ----------------- | ----------------------------- |
| AFC Rangers Mödling   | Mödling   |        |                   |                               |
| Cineplexx Blue Devils | Hohenems  |        |                   |                               |
| Danube Dragons        | Vienna    |        |                   |                               |
| Graz Giants           | Graz      |        |                   |                               |
| Ljubljana Silverhawks | Lubiana   |        |                   |                               |
| Prague Black Panthers | Praga     |        |                   |                               |
| Tirol Raiders         | Innsbruck |        |                   |                               |
| Vienna Vikings        | Vienna    |        | Dacia             |                               |

## Stagione regolare

### Calendario

#### 1ª giornata
| Lubiana 26 marzo 2016, ore 14:00 | Ljubljana Silverhawks | 7 – 17 (0-3 0-7 0-7 7-0) referto | Graz Giants | Športni Park Ljubljana (800 spett.) |

| 26 marzo 2016 | Prague Black Panthers | 28 – 48 (7-7 3-24 7-17 11-0) | Tirol Raiders |  |

| 28 marzo 2016 | Danube Dragons | 0 – 31 (0-7 0-10 0-7 0-7) | Vienna Vikings |  |

| 28 marzo 2016 | AFC Rangers Mödling | 41 – 27 (7-13 21-6 7-0 6-8) | Cineplexx Blue Devils |  |

#### 2ª giornata
| 2 aprile 2016 | Graz Giants | 19 – 9 (6-0 6-7 0-0 7-2) | Prague Black Panthers | (2200 spett.) |

| 2 aprile 2016 | Cineplexx Blue Devils | 30 – 25 (7-6 14-6 3-0 6-13) | Danube Dragons |  |

| 3 aprile 2016 | Tirol Raiders | 74 – 0 (34-0 16-0 10-0 14-0) | AFC Rangers Mödling | (3800 spett.) |

| Vienna 3 aprile 2016, ore 15:00 | Vienna Vikings | 16 – 7 (6-0 0-0 0-7 10-0) referto | Ljubljana Silverhawks | Stadion FAC (3000 spett.) |

#### 3ª giornata
| Lubiana 16 aprile 2016, ore 14:00 | Ljubljana Silverhawks | 14 – 25 (0-7 7-12 0-6 7-0) referto | Vienna Vikings | Športni Park Ljubljana (600 spett.) |

| 16 aprile 2016 | Tirol Raiders | 31 – 0 (0-0 0-0 21-0 10-0) | Graz Giants | (1350 spett.) |

| 16 aprile 2016 | Prague Black Panthers | 27 – 14 (13-0 7-6 0-0 7-0) | Danube Dragons |  |

| 17 aprile 2016 | Cineplexx Blue Devils | 33 – 48 (6-7 6-17 14-17 7-7) | AFC Rangers Mödling |  |

#### 4ª giornata
| 30 aprile 2016 | AFC Rangers Mödling | 50 – 49 (d.t.s.) (14-6 7-14 7-14 14-8 8-7) | Ljubljana Silverhawks |  |

| 1º maggio 2016 | Tirol Raiders | 37 – 0 (14-0 16-0 7-0 0-0) | Prague Black Panthers | (1000 spett.) |

| 1º maggio 2016 | Danube Dragons | 13 – 34 (0-7 0-0 7-14 6-13) | Graz Giants |  |

| 1º maggio 2016 | Vienna Vikings | 28 – 16 (7-0 14-3 7-0 0-13) | Cineplexx Blue Devils |  |

#### 5ª giornata
| 14 maggio 2016 | Graz Giants | 22 – 21 (d.t.s.) (0-7 7-0 0-0 7-7 8-7) | Tirol Raiders |  |

| 14 maggio 2016 | Ljubljana Silverhawks | 40 – 12 (19-6 7-0 12-0 2-6) | Cineplexx Blue Devils |  |

| 14 maggio 2016 | Danube Dragons | 51 – 36 (7-7 17-13 21-0 6-16) | AFC Rangers Mödling |  |

| 14 maggio 2016 | Prague Black Panthers | 0 – 49 (0-21 0-0 0-21 0-7) | Vienna Vikings |  |

#### 6ª giornata
| 21 maggio 2016 | Ljubljana Silverhawks | 24 – 23 (10-6 0-7 6-3 8-7) | Danube Dragons |  |

| 21 maggio 2016 | AFC Rangers Mödling | 49 – 42 (0-21 14-7 14-0 21-14) | Prague Black Panthers |  |

| 22 maggio 2016 | Cineplexx Blue Devils | 14 – 37 (7-13 0-10 0-7 7-7) | Graz Giants |  |

| 22 maggio 2016 | Vienna Vikings | 7 – 30 (0-7 0-17 0-3 7-3) | Tirol Raiders | (2500 spett.) |

#### 7ª giornata
| 28 maggio 2016 | Graz Giants | 23 – 6 (0-0 7-0 10-0 6-6) | Ljubljana Silverhawks |  |

| 28 maggio 2016 | AFC Rangers Mödling | 37 – 49 (7-10 14-10 7-15 9-14) | Vienna Vikings | (1800 spett.) |

| 29 maggio 2016 | Cineplexx Blue Devils | 14 – 52 (0-7 7-21 0-17 7-7) | Tirol Raiders |  |

| 29 maggio 2016 | Danube Dragons | 23 – 22 (0-3 7-12 0-7 16-0) | Prague Black Panthers |  |

#### 8ª giornata
| 4 giugno 2016 | Graz Giants | 35 – 28 (7-0 7-7 7-14 14-7) | AFC Rangers Mödling |  |

| 4 giugno 2016 | Prague Black Panthers | 42 – 41 (14-13 7-0 7-6 14-22) | Cineplexx Blue Devils |  |

| 5 giugno 2016 | Tirol Raiders | 45 – 14 (7-0 21-8 17-6 0-0) | Ljubljana Silverhawks | (1000 spett.) |

| 5 giugno 2016 | Vienna Vikings | 21 – 16 (0-7 7-3 7-0 7-6) | Danube Dragons | (2130 spett.) |

#### 9ª giornata
| 18 giugno 2016 | Danube Dragons | 20 – 41 (0-6 6-21 0-14 14-0) | Tirol Raiders |  |

| 18 giugno 2016 | Ljubljana Silverhawks | 35 – 34 (0-7 7-14 7-3 21-10) | AFC Rangers Mödling |  |

| 18 giugno 2016 | Cineplexx Blue Devils | 31 – 28 (21-14 0-7 10-7 0-0) | Prague Black Panthers |  |

| 19 giugno 2016 | Vienna Vikings | 13 – 14 (3-0 3-0 0-0 7-14) | Graz Giants |  |

#### 10ª giornata
| 25 giugno 2016 | Graz Giants | 35 – 14 (0-0 0-6 21-8 14-0) | Cineplexx Blue Devils | (1400 spett.) |

| 25 giugno 2016 | Prague Black Panthers | 27 – 41 (7-6 14-14 0-14 6-7) | Ljubljana Silverhawks |  |

| 25 giugno 2016 | AFC Rangers Mödling | 11 – 33 (0-6 3-7 0-6 8-14) | Danube Dragons |  |

| 25 giugno 2016 | Tirol Raiders | 49 – 7 (7-0 21-7 7-0 14-0) | Vienna Vikings |  |

### Classifica
La classifica della regular season è la seguente:
- PCT = percentuale di vittorie, G = partite giocate, V = partite vinte,  P = partite perse, PF = punti fatti, PS = punti subiti

| Pos. | Squadra               | PCT  | G  | V | N | P | PF  | PS  |
| ---- | --------------------- | ---- | -- | - | - | - | --- | --- |
| 1    | Tirol Raiders         | .900 | 10 | 9 | 0 | 1 | 428 | 112 |
| 2    | Graz Giants           | .900 | 10 | 9 | 0 | 1 | 236 | 156 |
| 3    | Vienna Vikings        | .700 | 10 | 7 | 0 | 3 | 246 | 183 |
| 4    | Ljubljana Silverhawks | .400 | 10 | 4 | 0 | 6 | 237 | 272 |
| 5    | AFC Rangers Mödling   | .400 | 10 | 4 | 0 | 6 | 334 | 428 |
| 6    | Danube Dragons        | .300 | 10 | 3 | 0 | 7 | 218 | 277 |
| 7    | Cineplexx Blue Devils | .200 | 10 | 2 | 0 | 8 | 232 | 376 |
| 8    | Prague Black Panthers | .200 | 10 | 2 | 0 | 8 | 225 | 352 |

## Playoff

### Tabellone
La migliore delle qualificate in seguito alle Wild Card ha incontrato in semifinale la seconda classificata della stagione regolare, mentre la peggiore ha incontrato la prima.
|  | Wild Card | Wild Card             | Wild Card |  |  | Semifinali | Semifinali            | Semifinali |               |    | XXXII Austrian Bowl | XXXII Austrian Bowl | XXXII Austrian Bowl |  |
|  |           |                       |           |  |  |            |                       |            |               |    |                     |                     |                     |  |
|  |           |                       |           |  |  | 2          | Graz Giants           | 7          |               |    |                     |                     |                     |  |
|  | 3         | Vienna Vikings        | 30        |  |  | 3          | Vienna Vikings        | 3          |               |    |                     |                     |                     |  |
|  | 6         | Danube Dragons        | 13        |  |  |            |                       |            |               |    | 2                   | Graz Giants         | 7                   |  |
|  |           |                       |           |  |  |            |                       | 1          | Tirol Raiders | 51 |                     |                     |                     |  |
|  |           |                       |           |  |  | 1          | Tirol Raiders         | 63         |               |    |                     |                     |                     |  |
|  | 4         | Ljubljana Silverhawks | 65        |  |  | 4          | Ljubljana Silverhawks | 30         |               |    |                     |                     |                     |  |
|  | 5         | AFC Rangers Mödling   | 18        |  |  |            |                       |            |               |    |                     |                     |                     |  |

### Wild Card
| Lubiana 9 luglio 2016, ore 16:00 | Ljubljana Silverhawks | 65 – 18 (19-0 27-6 7-6 12-6) referto | AFC Rangers Mödling | Športni Park Kodeljevo |

| 10 luglio 2016 | Vienna Vikings | 30 – 13 (0-0 7-7 8-0 15-6) | Danube Dragons | (1000 spett.) |

### Semifinali
| 16 luglio 2016 | Graz Giants | 7 – 3 (0-0 7-3 0-0 0-0) | Vienna Vikings |  |

| Innsbruck 16 luglio 2016, ore 17:30 | Tirol Raiders | 63 – 30 (21-0 28-13 0-10 14-7) referto | Ljubljana Silverhawks | Tivoli-Neu Stadion (2793 spett.) |

### XXXIII Austrian Bowl
| 23 luglio 2016 | Tirol Raiders | 51 – 7 (21-0 14-0 10-7 6-0) | Graz Giants | (4900 spett.) |

## Verdetti
- Tirol Raiders Campioni dell'Austria 2016